# Armando Hietbrink
Armando Hietbrink (ur. 10 września 1990) – południowoafrykański zapaśnik walczący przeważnie w stylu wolnym. Zajął 31. miejsce na mistrzostwach świata w 2014. Brązowy medalista igrzysk wspólnoty narodów w 2014. Zdobył dwa brązowe medale na mistrzostwach Afryki, w 2014 i 2015 roku.